# Відраза

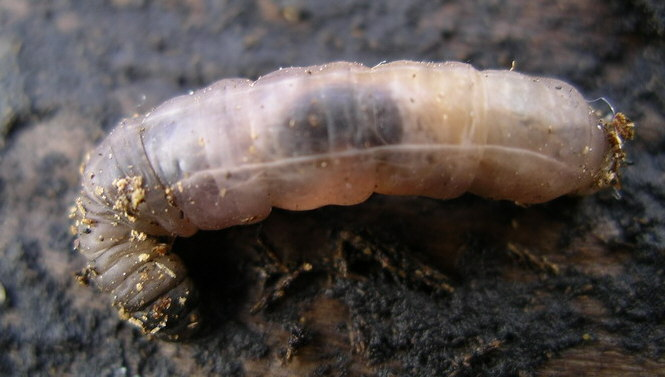
Гусінь

Відра́за, або оги́да, — одна з емоцій та чуттєвих реакцій людини. Вираження «відраза» у його першому найпростішому змісті належить до їжі і позначає щось огидне на смак («відвернення» — негативна реакція на їжу).
При середньому ступені відрази відбувається відкривання рота з відтягуванням униз його кутів і видаванням гортанного звуку або відхаркуванням, одночасним здригуванням і відштовхуванням від неприємного предмета. При слабких ступенях відраза виражається відтягуванням униз кутів рота, морщенням носа, іноді носовим видиханням, як роблять при неприємному запаху, бажаючи його видалити. На цій міміці ґрунтується не тільки вираження відрази до харчових речовин, але і прояв всякої іншої відрази. Відрази до зовнішності, до розмови, до моральних властивостей людини і т. д. має ту ж міміку харчової відрази: ті ж рухи рота, мови, здригування, жест відштовхування і гортанні звуки. Презирство, знущання, зневага на всій земній кулі виражається мімікою особи і жестами, що представляють відкидання або видалення неприємного предмета.
Відраза є однією з основних емоцій теорії емоцій Роберта Плутчика і її широко досліджував Пол Розін. Вона викликає характерний вираз обличчя, один із шести універсальних виразів емоцій Пола Екмана. На відміну від емоцій страху, гніву і смутку, огида пов'язана зі зниженням частоти серцевих скорочень.

## Еволюційне значення
Відраза (англ. disgust, фр. dégoût), ймовірно, виникає в мозку в так званій мигдалині, яка є частиною лімбічної системи, де обробляються й інші емоції. Дослідження показали, що ця ділянка активується під час реакції відрази. Хоча здатність відчувати огиду є вродженою, почуття відрази набувається лише протягом перших кількох років життя через соціалізацію. Доведено, що немовлята ще не відчувають відрази до речовин, предметів чи запахів, а також до фекалій, жуків чи дощових черв'яків, яких вони беруть до рота. Іноді згадується той факт, що навіть новонароджені реагують на гіркий смак рідини, кривляючись, але більшість вчених трактують це не як реакцію відрази, а скоріше як вроджену нехіть до смаку, подібно до того, як вродженою є перевага до солодкого. Немовлята не реагують на запахи, які дорослі описують як огидні — наприклад, фекалії або піт — до тих пір, поки їм не виповниться близько трьох років.
Один із дослідницьких підходів припускає, що здатність людини відчувати огиду закладена в генах, але об'єкти огиди визначаються відповідною культурою і є мінливими. Оскільки реакція відрази не є вродженим інстинктом, вона формується в процесі соціалізації за прикладом інших людей, особливо батьків, і зазнає культурного впливу. Принцип такий: «Відчувай огиду до того, що вважається огидним у суспільстві, в якому ти живеш!» З точки зору еволюційної біології, це має сенс, особливо стосовно харчування, оскільки харчові продукти не є ідентичними в кожному середовищі існування, а також постійно змінювалися в ході еволюції. Очевидно, що продукти тваринного походження мають найбільший потенціал викликати огиду в усьому світі, на відміну від рослин і неживих об'єктів.
Вважається, що емоція огиди виникла як відповідь на їжу, яка може завдати шкоди організму. Типовий приклад цього можна знайти у людей, які виявляють огиду до запліснявілого молока або зараженого м'яса.
У всьому світі існує типовий вираз обличчя для вираження відрази: ніс зморщений, верхня губа підтягнута догори, а куточки рота опущені донизу; у випадку сильної відрази язик також злегка висунутий. Фізіологічно це часто призводить до блювотного рефлексу, слиновиділення і нудоти, а в крайніх випадках — до різкого падіння кров'яного тиску і непритомності. Чутливість до відрази варіюється від людини до людини. Можна придушити або подолати огиду, що відіграє важливу роль у медичних професіях або, наприклад, серед трунарів, але і тут існують значні індивідуальні відмінності.

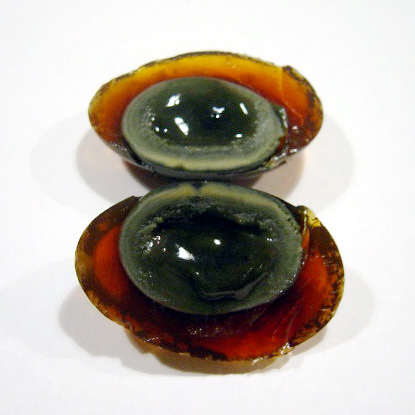
«Сторічні яйця» доволі сумнівний делікатес, що може викликати відразу

Мета, з якою здатність відчувати огиду розвинулася в процесі еволюції, незрозуміла. Деякі вчені, такі як Пол Розін, вважають джерелом цієї емоції сильну захисну реакцію на неприємні речовини. Психолог Анна Шенле також підозрює, що відраза виникла у зв'язку з блювотним рефлексом, який служить для запобігання проковтування неїстівної або шкідливої їжі. Згідно з цією теорією, почуття відрази лише пізніше було поширене як захисний механізм на такі речовини, як продукти життєдіяльності організму та запахи.
У всьому світі трупи, відкриті рани, продукти життєдіяльності, такі як фекалії, сеча або гній, запах зіпсованої їжі та деякі тварини, такі, як глисти або воші, включаючи форми розвитку, такі як личинки, найчастіше описуються як огидні. Однак ступінь відрази до цих об'єктів варіюється від культури до культури і, на думку культурологів, у давнину в Європі вона була набагато менш вираженою, ніж сьогодні.
Наукові експерименти показали, що значну роль у розвитку почуття відрази відіграють асоціації. Багато учасників дослідження відмовлялися їсти суп, який перед цим був розмішаний новеньким гребінцем. Апельсиновий сік, запропонований у новій, стерильній пляшці з-під сечі, також викликав огиду. Те ж саме стосується шоколадного пудингу, поданого у вигляді собачих фекалій — багато хто не хотів його їсти, хоча знав, що це пудинг. Почуття огиди, очевидно, не було викликане якістю їжі, а лише негативними асоціаціями з предметами.
На думку більшості дослідників, у тварин не спостерігається справжньої реакції відрази, хоча вони реагують на неприємні смакові подразники у чітко визначений спосіб, і більшість видів тварин можуть виблювати несмачну їжу через блювотний рефлекс, так само як і люди. Як і у багатьох людей, нудота після вживання їжі призводить до розвитку стійкої відрази до цієї їжі. Подібний ефект спостерігався в експерименті з вовками і койотами, яких годували готовим овечим м'ясом, що викликало сильну нудоту. Як тільки ці тварини бачили овець, вони тікали або демонстрували типову поведінку підкорення. Деякі дослідники інтерпретують таку виражену поведінку уникнення як огиду, тоді як інші — як обумовленість, пов'язану з експериментально викликаною відразою до смаку.

## Збудники відрази
Поведінкові дослідження показали, що збудниками відрази є:
- продукти життєдіяльності організму (кал, сеча, блювота, статеві рідини, слина та слиз);
- харчові продукти (зіпсовані продукти);
- тварини (пацюки, блохи, кліщі, воші, змії, таргани, мухи, павуки, голуби і жаби);
- гігієна (видимий бруд і «неадекватні» дії [наприклад, використання нестерилізованого хірургічного інструменту]);
- порушення покровів тіла (кров, каліцтва);
- смерть (мертві тіла та органічне розкладання), важкі хвороби та катастрофи;
- видимі ознаки інфекції

Вищезазначені основні стимули відрази подібні один до одного в тому сенсі, що всі вони можуть потенційно передавати інфекції і є найпоширенішими збудниками відрази між культурами.